# Pierino Bertolazzo
Pietro "Pierino" Bertolazzo (ur. 17 kwietnia 1906 w Vercelli, zm. 16 lutego 1964 w Diano Marina) – włoski kolarz szosowy, złoty medalista mistrzostw świata.

## Kariera
Największy sukces w karierze Pierino Bertolazzo osiągnął w 1929 roku, kiedy zdobył złoty medal w wyścigu ze startu wspólnego amatorów podczas mistrzostw świata w Zurychu. W zawodach tych wyprzedził bezpośrednio swego rodaka Remo Bertoniego oraz Francuza René Brossy'ego. Był to jednak jedyny medal wywalczony przez Bertolazzo na międzynarodowej imprezie tej rangi. Na rozgrywanych rok później mistrzostwach świata w Liège w tej samej konkurencji był dziewiąty. Ponadto w latach 1928 i 1930 wygrywał włoski Coppa Citta' di Asti, a w 1931 roku był drugi w kryterium w Nicei. Nigdy nie wystąpił na igrzyskach olimpijskich. Jako zawodowiec startował w latach 1923-1933.

## Najważniejsze zwycięstwa i sukcesy
- 1929
  - mistrzostwo świata amatorów w wyścigu ze startu wspólnego